# Abou Issa
Pour les articles homonymes, voir Ovadia.
Ishaq ben Ya'qoub Ovadia Abou 'Issa al-Isfahani est un prétendant juif à la messianité qui a vécu en Perse, au VIIe siècle ou au VIIIe siècle.
Il est à l'origine de la secte des Issawites, premier courant du judaïsme connu pour avoir tenté d'intégrer (au moins extérieurement) des éléments de l'islam, et pour s'être démarqué du judaïsme rabbinique depuis la destruction du Second Temple de Jérusalem. 
Bien que d'importance et de durée limitées, la mouvance des Issawites inspire néanmoins la formation d'autres mouvements juifs hétérodoxes qui naîtront au cours de l'ère des Gueonim, en périphérie de la zone d'influence des académies talmudiques de Babylonie.

## Éléments biographiques
Abou Issa est, selon ses partisans, un tailleur analphabète d'origine modeste, qui bien que ne sachant ni lire, ni écrire, compose soudainement des livres sans assistance (aucun n'a été préservé). 
Il affirme que la venue du Messie tant attendue par les Juifs doit être précédée par celle de cinq messagers, dont lui-même est le dernier, héraut (rasul), invocateur (da'i) et prophète, sanctifié par Dieu. Lors d'un entretien avec Lui, Abou Issa se serait vu recevoir la mission de délivrer les Juifs du joug des Gentils, et de les rendre politiquement indépendants. 
Selon une source, il ne se serait pas contenté de se proclamer héraut, mais Messie. Si c'est le cas, il l'aurait fait après avoir réuni des fidèles en tant que héraut. Il est également possible que cette prétention lui a été attribuée ultérieurement par ses adhérents.
Quoi qu'il en soit, Abou Issa s'entoure d'un nombre assez élevé de partisans pour défier le calife, qui prend la menace au sérieux et dépêche une armée. La bataille finale a lieu à Rai, et se solde par la mort d'Abou Issa et la défaite totale de son armée. Selon un disciple d'Abou Issa, celui-ci se serait caché dans une grotte, et son sort serait inconnu. D'autres lui attribuent une victoire miraculeuse : il aurait entouré son camp d'une corde, et assuré ses hommes de la vie sauve tant qu'ils ne franchiraient pas son périmètre ; l'armée ennemie aurait fui et aurait été complètement détruite par celle d'Abou Issa. Celui-ci serait alors parti dans le désert annoncer aux bene Moshe la parole divine et sa propre mission.

### Problèmes de datation
La vie d'Abou Issa n'est connue que par les livres de deux hérésiologues, Yaaqov Al-Qirqissani, un historien karaïte du Xe siècle, et Muhammad al-Shahrastani, un auteur musulman du XIIe siècle. Or, le premier situe Abou Issa au temps d'`Abd al-Malik ibn Marwân, cinquième calife omeyyade (685 - 705), tandis que le second en fait un contemporain de Marwan II (744 - 750).
Selon Qirqissani, Abou Issa a dû, afin d'apparaître comme le Messie, se soulever lors de grands troubles politiques pouvant évoquer la bataille de Gog et Magog. Ceci coïnciderait avec les affrontements des Omeyyades avec les Byzantins ; d'autre part, il le place assez tôt pour influencer le karaïsme ou au moins l'ananisme. En effet, Anan ben David, fondateur du second mouvement et fédérateur du premier, aurait repris certaines de ses ordonnances.
Quant à Shahrastani, s'il le situe à la fin du règne des Omeyyades, c'est parce qu'il s'agit d'un moment crucial de l'histoire de l'islam,.
La question n'est pas résolue.

## Rites et doctrines des Issawites
Les croyances et coutumes des fidèles d'Abou Issa, appelés Issawites, Issouyites, Iswanites ou Issounites, ne sont connues que par des citations d'auteurs arabes et d'un auteur hébraïque. 
Outre le culte de la personne autour d'Abou Issa, la croyance issawite la plus radicale est l'acceptation de Jésus et Mahomet comme véritables prophètes, mais seulement pour leurs propres peuples. Pour Al-Qirqissani, il ne s'agit là que d'une manœuvre « diplomatique, » car si Abou Issa n'affirmait pas croire aux prophètes post-bibliques, ses propres prétentions auraient été sans fondement. Toutefois, elle a été considérée comme véridique par les auteurs musulmans, et Ahmad al-Maqrîzî, un historiographe égyptien du XIVe siècle, écrit qu'Abou Issa les avait rencontrés au ciel.
Abou Issa a également introduit quelques altérations dans la Loi juive, interdisant la consommation de viande et de vin, ainsi que le divorce, même en cas d'adultère. Il aurait également institué 7 prières par jour, en se fiant à la lecture littérale d'un verset biblique (selon une autre opinion, il aurait surajouté ces sept prières aux offices de prière du matin, de l'après-midi et du soir en vigueur dans le judaïsme rabbinique).
Cependant, leurs pratiques sont bien moins divergentes du judaïsme rabbinique que ne le pensait Shahrastani et, bien qu'Al-Qirqissani considère Abou Issa comme un précurseur du karaïsme ou au moins de l'ananisme (courants juifs basant leur pratique sur la lecture de la Bible hébraïque, sans accepter la Torah orale qui transcrit la tradition orale rabbinique comme normative ; les ananites suivent plus spécifiquement les enseignements d'Anan ben David), les Issawites continuent à observer nombre d'ordonnances rabbiniques. Abou Issa considère la Amida (prière principale des offices), la lecture du shema et ses bénédictions comme des ordonnances divines, et ses principes ascétiques mêmes pourraient, ainsi que le suggère Abraham Harkavy, s'être davantage inspirés de position pharisiennes extrémistes, rejetées mais consignées dans le Talmud que de la pratique des Rahabites. Surtout, les Issawites suivent le même calendrier que les juifs rabbanites, alors que les juifs karaïtes l'ont rejeté. En conséquence, Issawites et Rabbanites ont entretenu de bons rapports, alors que ceux des Rabbanites avec les Karaïtes ont été teintés d'antagonisme.

### Une connexion au chiisme?
L'arrivée d'Abou Issa survient, quelle qu'en soit la date, à un carrefour de l'histoire du judaïsme et de l'islam, lorsque des mouvements chiites radicaux se forment au sein de l'islam, en Irak puis en Perse. 
D'une part, la rapidité de la conquête musulmane prend pour certains Juifs des proportions d'apocalypse biblique, et provoque l'éclosion de mouvements messianiques.
D'autre part, l'enseignement d'Abou Issa (du moins tel qu'il est connu par ses commentateurs tardifs) comporte de nombreuses analogies avec ceux du chiisme : la figure du prophète illettré évoque celle de Mahomet, qui reçoit le Coran alors qu'il ne sait ni lire ni écrire, tandis que celle d'une « lignée de prophètes » annonçant le Messie rappelle la lignée des imams chiites et l'arrivée attendue du Mahdi. 
Plusieurs études ont été consacrées aux possibles influences mutuelles de l'issawisme et du chiisme naissant,.

## Postérité
À la disparition d'Abou Issa, nombre de ses anciens partisans rejoignent son principal disciple, Yudghan de Hamadan. En 930, Al-Qirqissani indique qu'il ne reste guère que 20 Issouniens, à Damas.

## Source
Cet article contient des extraits de l'article « ISḤAḲ BEN YA'ḲUB OBADIAH ABU 'ISA AL-ISFAHANI » par Joseph Jacobs & Max Schloessinger de la Jewish Encyclopedia de 1901–1906 dont le contenu se trouve dans le domaine public.